# Група армии „Остмарк“
Група армии „Остмарк“ (Heeresgruppe Ostmark) е една от груповите армии на Вермахта формирана в късния етап на Втората световна война.
Създадена е на 2 април 1945 г. от останките на Група армии „Юг“ (Heeresgruppe Süd) и служи в Австрия и Чехословакия. Тя е една от последните големи формации на Нацистка Германия, която се предава на съюзниците. Единствения командир, който е командвал тази армия е д-р Лотар Рендулич и той се предава на 5 май 1945 г. по време на съветската офанзива в Прага.

## Командири
- Генерал-полковник д-р Лотар Рендулич (2 април 1945 – 8 май 1945)